# 曲阜師範大学

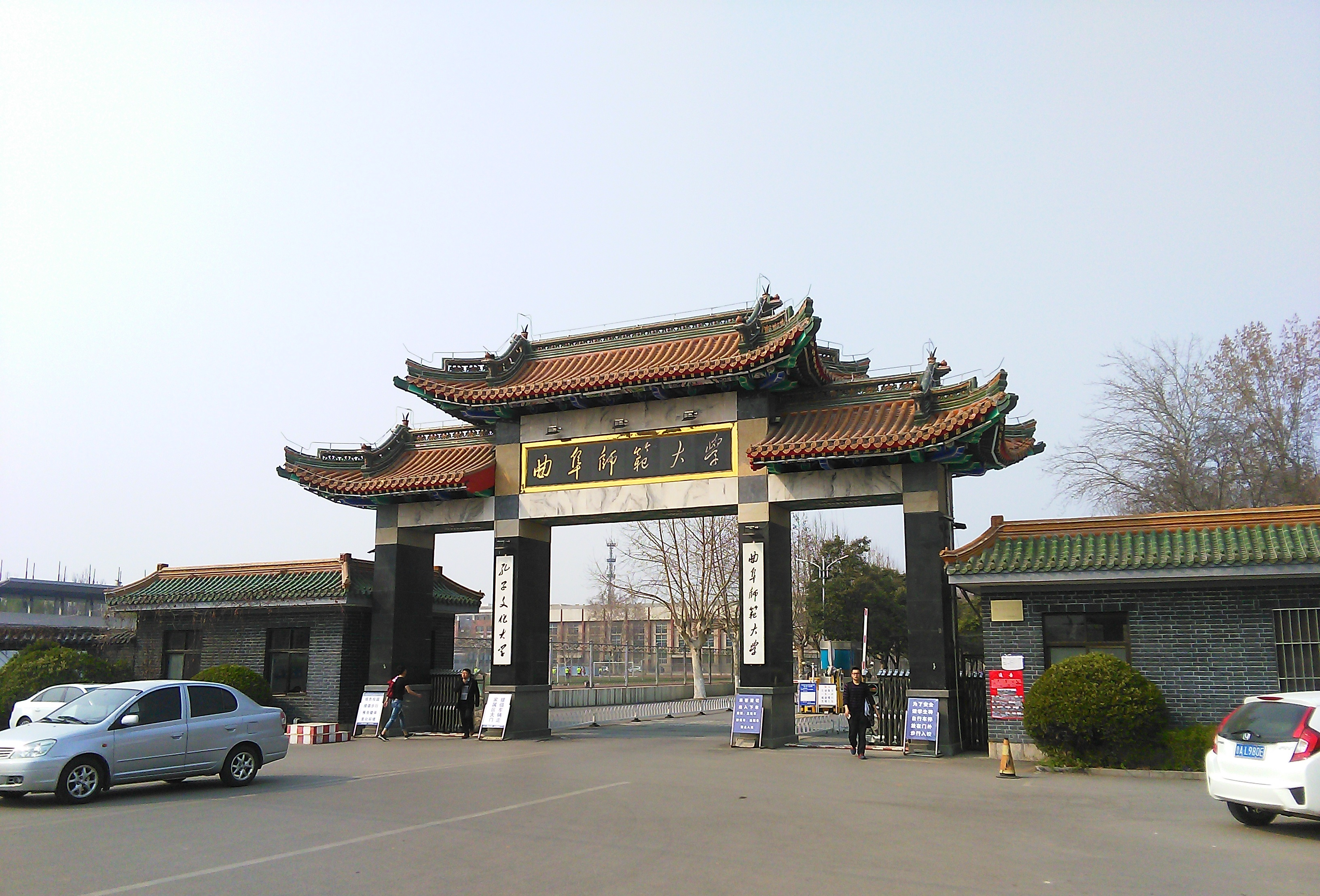
曲阜師範大学校門

曲阜師範大学（きょくふしはんだいがく、中文表記: 曲阜师范大学、英文表記: Qufu Normal University）は、1955年に設立された、山東省の重点大学である。本校は、孔子の故郷である曲阜市にある。また海辺の都市日照市に新キャンパスがある。曲阜師範大学は、進取の精神を堅持し、文明的特色のある、鮮明で優良な学風を形成し、14万名余の優秀な人材を社会に輩出してきた。
現在、61の本科課程、77の修士課程（うち７つの修士一級学科がある）、6つの博士課程、1つの博士後科研流動駅がある。学科は、文、理、工、法等の10大学科部門がある。まず、学科部門の完備、師範学科及び非師範学科の協調・発展、合理的な構造、鮮明な特色、優勢明瞭な学科専攻の配置、段階的で完全な人材育成システムを形成してきた。1つの独立した学院（杏壇学院）、29の院（学科）、28の研究所、14の省の重点学科があり、そのうちの6つは省の省の重点強化建設項目に指定されている。
ノーベル物理学賞受賞者である、著名物理学者丁肇中先生を名誉校長として招聘し、同時に博士2名、教授2名を招聘した。現在、教職員2262名、専任教師1393名が在籍し、そのうち、教授219名、副教授267名、国家及び山東省で優秀な中青年専門家7名、山東省学科技術優秀人材11名、山東省大学青年学術優秀育成対象者40名、政府特別手当受給者24名である。その他、博士、修士研究生2037名、一般学部生24983名、成年教育在学生15207名である。
キャンパスの敷地面積は約176ヘクタール、校舎建築面積は100万平方メートル余である。曲阜師範大学は、外国人留学生の受入をしている全国の200の大学のうちの一つである。現在、海外の26の大学と友好関係を結んでいる。日本では、山東省と姉妹都市である山口県の山口県立大学などと提携を結んでいる。
曲阜師範大学杏壇学院は、2005年には、中国教育部の批准を受け設立された全日制普通本科の独立学院（私立大学）である。現在、漢語言文学、対外中国語、英語、日本語、韓国語、美術学（書道）、芸術設計、数学及び応用数学、コンピュータ科学技術、生物工程、電子情報工程、通信工程、通信計算科学、環境科学、応用化学、科学工程、工芸等16の本科課程、中国語、数学教育、コンピュータ応用技術、通信技術、応用英語、応用韓国語、応用日本語、電子ビジネス、コンピュータ音楽制作、アニメーション設計制作等10の専科課程がある。2009年には、日本アジア文化センターとの共同で、日本への留学生の送り出し機関として、杏壇アジア日本語教育センターが設立された。

## 学院
- 文学院
- 歴史文化学院
- 外国語学院
- 教育科学学院
- 数学科学学院
- 物理工程学院
- 化学科学学院
- 資源企画学院
- 生命科学学院
- 体育科学学院
- 経済学院
- 法学院
- 政治与社会発展学院
- 東方言語文化学院
- 応用英語系
- 音楽学院
- 美術学院
- 計画管理学院
- 電気情報与自動化学院
- コンピューター学院
- 印刷学院
- 情報技術与伝播学院
- 書法学院
- マルクス主義学院
- 印刷学院
- 国際文化交流学院
- 杏壇学院

## 著名な関係者
- 丁肇中 - ノーベル賞受賞者
- 孔垂長 - 名誉校長[1]。大成至聖先師奉祀官